# Два з половиною долари США
2,5 долари США (англ. Quarter Eagle) — золоті монети США номіналом в 2,5 долари, які чеканилися з 1796 по 1929 роки. Мають кілька різновидів.

## Історія
Уперше були викарбувані в 1796 році. Являли собою чверть поширеної золотої монети в 10 доларів, що також називався «Орел» (англ. Eagle). Звідси й виникла поширена назва англ. Quarter Eagle. З перервами випускалися аж до 1929 року. Припинення випуску монет цього типу було пов'язане з біржовим крахом 1929 року і наступною за ним «Великою депресією». Відносно невелика кількість золота, що надходило на монетні двори, використовувалася для карбування 20-доларових монет. Відмова США від золотого стандарту призвела до припинення випуску золотих монет для широкого обігу.
На аверсі монет, що випускаються до 1907 року, розташовувалося зображення жінки, що символізує Свободу. Моделі для зображення Свободи були найрізноманітнішими — від портрета однієї із красунь того часу до коханки гравера.
Реверс усіх 2, 5-доларових монет містив зображення білоголового орлана — геральдичного символу США.
У 1908 році дизайн монети був видозмінений. Підготовлена бостонським скульптором Бела Праттом монета відрізнялася від усіх своїх попередників тим, що елементи зображення на ній були не опуклими, а навпаки тисненими. Ця зміна мала як свої позитивні, так і негативні сторони. ДО «плюсів» можна віднести те, що тиснене зображення практично не стиралося під час обігу монети, на відміну від опуклого. Монета могла бути в обігу значно триваліший час. Головним «мінусом» стало нагромадження бруду в елементах зображення. Він позбавляв монету естетичної привабливості й міг бути джерелом передачі інфекційних захворювань. Монети в 2,5 і 5 доларів із зображенням індіанця є єдиними монетами США, зображення яких не опукле, а тиснене.